# Гей-паради в Росії

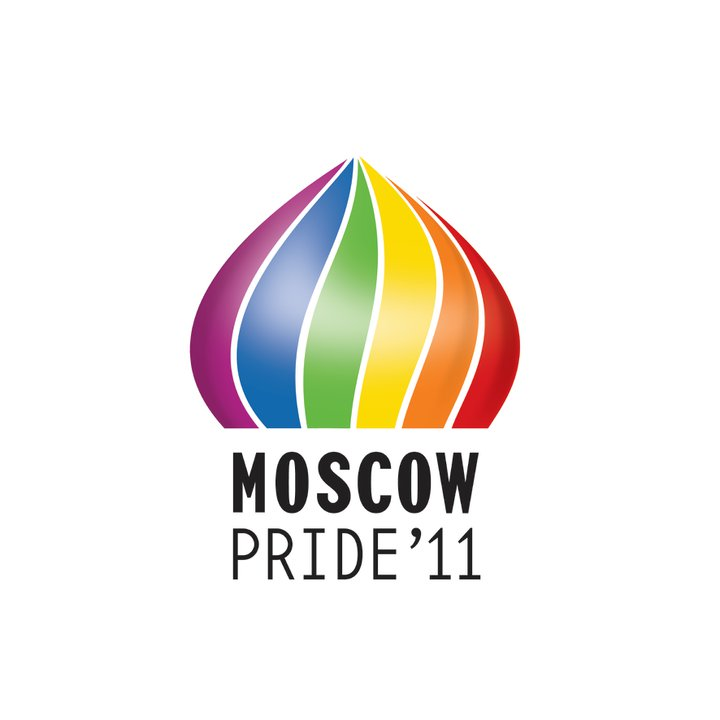
Логотип Московського гей-прайду

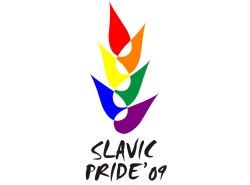
Логотип Слов'янського гей-прайду

Гей-паради (англ. Gay parade) або гей-прайди (англ. Gay pride) є публічними масовими виступами в підтримку толерантного ставлення до геїв, лесбійок, бісексуалів і трансгендерів (ЛГБТ), а також прав людини і громадянського рівноправ'я для усіх людей незалежно від сексуальної орієнтації і гендерної ідентичності.
У Росії гей-парадами прийнято називати будь-які публічні заходи геїв і лесбійок, навіть якщо організатори самі не називають свої акції «парадом». Гей-парадами вважають як власне правозахисні суспільно-політичні акції руху гей-прайда (пікети, мітинги, хода), так і інші публічні громадські заходи ЛГБТ-спільноти(флеш-моби, пікети і ін.), а іноді навіть просто розважальні шоу і заходи. Незважаючи на значні відмінності у формі проведення, характері і цілях цих заходів, нерідко усі вони однаково пресою і владою іменуються «гей-парадами», часто усупереч заявам самих організаторів і учасників.
Жваві дискусії з боку представників влади, преси, суспільства в цілому, а також увагу світової громадськості викликали правозахисні акції Московського гей-прайду, які з травня 2006 ріка щорічно проводяться в Москві правозахисним проектом GayRussia.Ru. У 2008 ріку рух Московського гей-прайду об'єднався з білоруськими ЛГБТ-активістами, заснувавши спільний Слов'янський гей-прайд, заходи якого проходять в Москві і Мінську. У 2010 ріку до російського руху гей-прайду приєдналися ЛГБТ-активісти з Петербургу, уперше провівши Санкт-петербурзький ЛГБТ-прайд.

## Концепція гей-параду

### Цілі акції
Микола Алєксєєв «Эхо Москвы», 2005
Гей-парад або гей-прайд у світовій спільноті історично розглядається як акція на підтримку толерантності і захист прав ЛГБТ. Гей-паради традиційно проходять у багатьох країнах світу влітку, найчастіше у червні, на згадку про Стоунволлські бунти, коли тисячі геїв і лесбійок виступили проти поліцейського свавілля, що стало одним з символів початку боротьби сексуальних меншин за громадянські права.
Термін «прайд», що перекладається як «гордість», має на увазі опір і протест проти ідеї неповноцінності, приниженості і сорому у зв'язку з гомосексуальною орієнтацією по аналогії з виступами проти расистської дискримінації. У минулому борці проти расової конгрегації США проголосили слонг: «Я чорношкірий, і я цим горджуся»! (англ. «I am black and I am proud»!). Так само і гей-активісти стверджують, що бути гомосексуальним не принизливо. Приміром, мер Берліна Клаус Воверайт став відомий своєю передвиборною приказкою: «I am a gay, but it's OK»!, тобто: «Я гей, але це нормально!».
Російські гей-активісти, що виступають за відтворення зарубіжного досвіду акцій гей-прайдів в Росії, наполягають на правозахисному значенні гей-параду. Так лідер організації GayRussia Микола Алєксєєв після першої заяви про намір провести гей-прайд в 2006 році заявив:
«Акція буде не карнавалом, які зазвичай проводяться в Європі, а правозахисною ходою, спрямованою проти гомофобії і дискримінації секс-меншин». «Ніяких голих людей, зухвалого одягу не буде, це буде хід в класичному розумінні цього слова, тільки прапори будуть веселкові — шестикольорові, символізуючі гей-спільноту. Ми домагатимемося від влади заборони дискримінації по статевій орієнтації не лише на побутовому рівні, але і в трудовій сфері».
Нині на сайті Санкт-петербурзького ЛГБТ-прайду(ЛГБТ-організація "Рівноправ'я") про цілі гей-параду говориться:
«Нам дуже потрібен парад. Чи буде це парад, мітинг або маніфестація — не важливо. Головне — відкрито виступити з вимогами забезпечити рівні права лесбійкам, геям, бісексуалам і трансгендерним людям. Виступити відкрито — значить, продемонструвати суспільству і державі існування у нас цілого комплексу правових, соціальних, економічних проблем, неможливість жити відкритим повноцінним життям через неуцтво, ірраціональні страхи, забобони і зневагу стосовно нас; заявити про неприпустимість замовчання наших проблем. Тільки якщо усі права нам гарантовані, ми можемо жити в гідності».

### Термінологія в Росії та за кордоном
Термінологія публічних гей-акцій розрізняється в Росії і за кордоном. У Росії популярною і практично загальновживаною назвою акцій став «гей-парад», хоча самі гей-активісти воліють використовувати термін «гей-прайд». У західних країнах при описі публічних гей-акцій можуть вживатися різні терміни, проте, найбільш використаним терміном гей-акцій в Росії є «гей-прайд»(gay pride). Цей термін відносно спроб проведення гей-парадів в Росії вживається і в міжнародних документах: зокрема, в документах Європейського парламенту і в рішенні ЄСПЛ у справі «Алєксєєв проти Росії». Так, в зазначеному рішенні ЄСПЛ сказано:
«У 2006 році заявник разом з іншими людьми організував хід з метою привертання уваги до дискримінації меншості геїв і лесбійок в Росії, повага до прав і свобод людини і з метою заклику до терпимості з боку російської влади і суспільства в цілому до цієї меншості. Того року хід був названий „Хода прайду“, а в подальші роки — „Гей-прайд“, по аналогії з схожими заходами гомосексуальних спільнот у великих містах по всьому світу».
Проте, далі в цьому ж документі цитуються сполучення ЗМІ із заявами представників російської влади, де ті ж самі акції називаються терміном «гей-парад»(gay parade). Таким чином, в міжнародних документах терміни «гей-парад» і «гей-прайд» в Росії є синонімами.

## Акції гей-парадів

### Передісторія
На початку 1990-х років на хвилі лібералізації громадського дискурсу активізувався і російський ЛГБТ-рух. Зокрема стали організовуватися кінофестивалі і масові публічні виступи.
День державного прапора в Москві в 1998 році відзначився участю в офіційній колоні і концерті на Васильєвському спуску платформи секс-меншин.
У Єкатеринбурзі за підтримки міської адміністрації з 2001 по 2005 рік проходили «паради любові», які багато ЗМІ називали гей-парадами через присутність на них великої кількості гомосексуалів. Ці заходи були перервані в 2006 році у зв'язку із скандалом навколо Московського гей-прайду.
У Москві в травні 2006 року повинен був відбутися фестиваль «Веселка без меж», який був зірваний через погрози екстремістських угруповань, що влаштували серію погромів і побиття. Пізніше з'ясувалося, що ці ж угруповання через декілька місяців влаштували теракт на Черкізовському ринку.
У Санкт-Петербурзі 27 травня 2006 у рамках «Дня міста» пройшло шоу «Парад любові», організоване клубом «Центральна станція» з дозволу міської адміністрації. На майданчику перед католицьким храмом св. Катерини Александрійської (Невский ін., д. 32-34) була встановлена сцена, де, за свідченням адміністрації приходу, «впродовж усього вечора влаштовувалися брудні і вульгарні танці за участю голих жінок і трансвеститів, що ображають не лише почуття вірян, що прийшли на богослужіння, але і усіх порядних городян, що прийшли на свято з дітьми». Представники храму, в якому була зірвана меса, подали в прокуратуру скаргу на організаторів.
Митрополит Тадеуш Кондрусевич, що був архієпархії Божої Матері в Москві, коментуючи подію, сказав: «Я приголомшений тим, що сталося в Санкт-Петербурзі. Мало того, що пропагується аморальність, так ще відкрито зневажаються права вірян. У Федеральному Законі „Про свободу совісті і про релігійні об'єднання“ сказано: „Проведення публічних заходів, що ображають релігійні почуття громадян, поблизу об'єктів релігійного шанування забороняється“»..
Представники клубу «Центральна станція», яких ЗМІ оголосили «організаторами гей-параду», заявили, що їх клуб лише надав своїх артистів з травесті-трупи для виступу, і вони самі засмучені вибором місця проведення заходу. Вони повідомили також про намір надіслати офіційний лист з вибаченнями на адресу католицького приходу. У клубі особливо відмітили, що «акція не могла носити характер гей-параду, оскільки представники сексуальних меншин хоч і були, можливо, в числі глядачів шоу, але основну масу тих, що прийшли на свято складали все-таки „звичайні“ городяни». Непричетність до заходу підтвердили і представники ЛГБТ-спільноти".
Різні заходи правозахисного і просвітницького характеру, такі як Тиждень проти гомофобії, День мовчання, Веселковий флешмоб, регулярно проводить Російська ЛГБТ-мережа. Широке освітлення в пресі отримали подібні акції, що проводяться в Санкт-Петербурзі ЛГБТ-організацією «Вихід».

### Гей-парад-2006

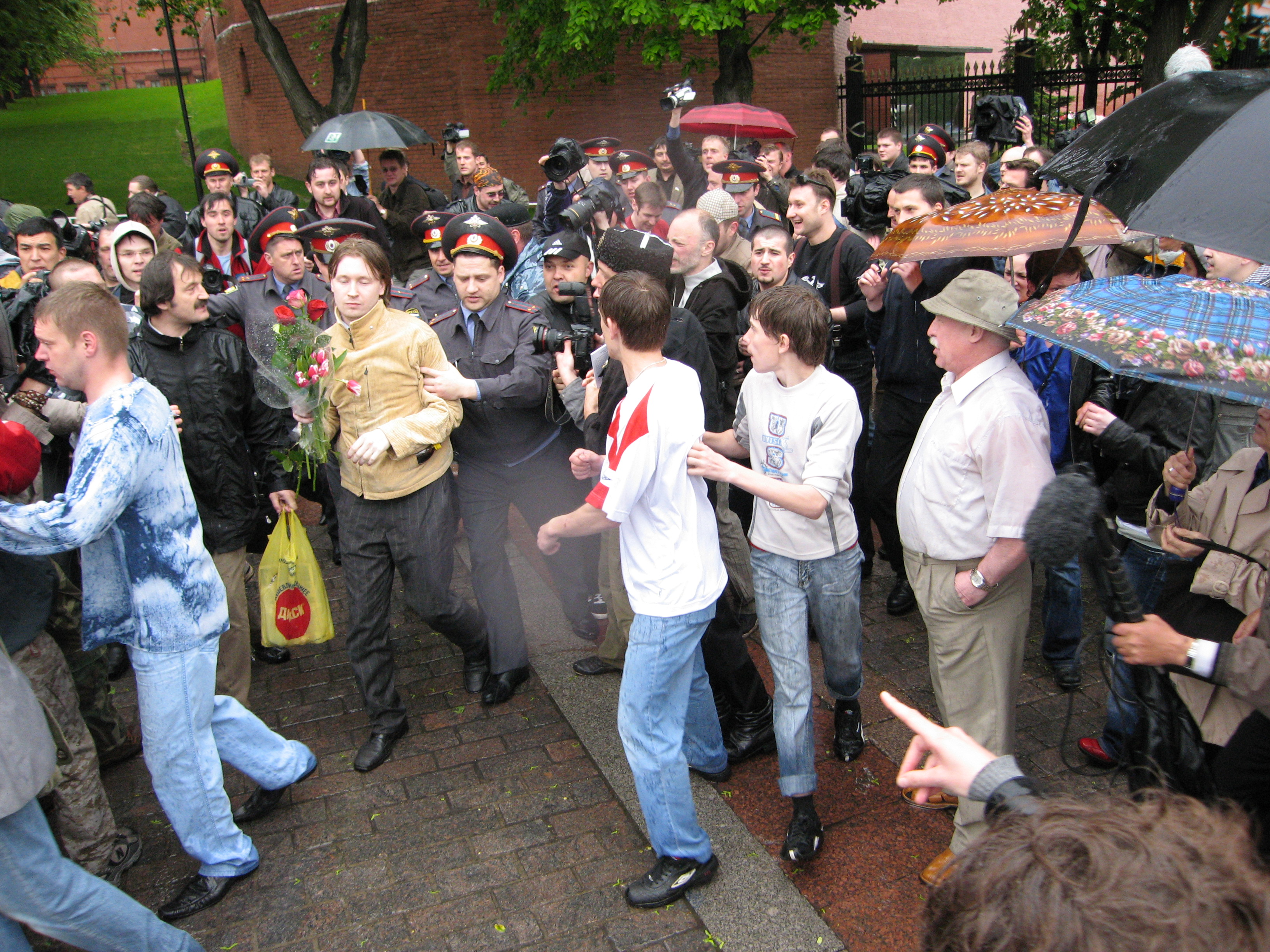
Арешт учасників несанкціонованої акції в 2006 році

На початку 2006 року активісти проекту GayRussia заявили про намір провести першу акцію гей-прайду і направили заявку про це до адміністрації Москви. Мер Москви Юрій Лужков ухвалив рішення заборонити акцію.

#### Заборона гей-параду
16 березня 2006 р. рішення мера Москви Юрія Лужкова заборонити проведення гей-прайда підтримав патріарх Алексій II, що опублікував лист на офіційному сайті РПЦ. Алексій II, зокрема, заявив: «Хотів би подякувати за ухвалене вами рішення не допустити публічної пропаганди аморальності. Відносячись з пастирською відповідальністю до людей, що мають подібні схильності, і закликаючи їх до виправлення, Церква в той же час рішуче протистоїть спробам представити гріховну тенденцію як „норму“ і приклад для наслідування».
Ряд представників європейської громадськості і політичної еліти, навпаки, підтримали ідею гей-параду в Москві і чинили у зв'язку з цим певний тиск на мера Москви(як відомо, деякі впливові європейські колеги Лужкова — наприклад, мери Парижа Бертран Деланое і Берліна Клаус Воверайт — самі є геями і постійними учасниками гей-парадів у своїх містах). У зарубіжних виступах Юрій Лужков пояснював неприпустимість проведення в Москві гей-параду не тим, що він вважає цю акцію аморальною, а тим, що проти гей-параду, на його думку, виступають не лише усі традиційні релігійні конфесії, але і громадськість. «Якби він проходив в Москві, його учасники наражалися б на досить велику небезпеку, оскільки могли постраждати від негативних настроїв москвичів», — заявив мер. Говорячи про гомосексуальні статеві стосунки, він також додав: «Моя філософія: я негативно відношуся до цих явищ, оскільки вважаю їх неприродними для людської природи, хоча намагаюся терпляче ставитися до всього, що виникає в людському суспільстві».
Суд відхилив скаргу, подану активістами російського гей-руху на дії московської влади, яка двічі відповідала відмовою на заяви про проведення гей-параду в Москві в 2006 ріку.
Організатори запланували проведення акції на 27 травня(день відміни в РФ кримінальної відповідальності за гомосексуальність). Учасники акції мали намір пройти по М’ясницькій вулиці від будівлі Головпоштамту до Соловецького каменю на Луб'янської площі.
Міська влада заборонила захід, пославшись на міркування безпеки. Проти проведення акції геїв виступили глави деяких релігійних конфесій. Згідно з опитуванням, проведеним Фондом «Громадська думка», рішення про заборону гей-парада в Москві схвалили 77% опитаних. При цьому серед тих, хто засуджує гомосексуалів, доля тих, що схвалили заборону рівна 92%, а серед тих, хто їх не засуджує — 65%. Визнали неправильною заборону гей-параду 9% опитаних.

#### Спроба проведення гей-ходи
27 травня 2006 ріка група по організації гей-параду в Москві, на проведення якого вона не змогла отримати дозвіл від міської влади, заявила, що його учасники все одно спробують покласти квіти до Вічного вогню в Алєксандровському саду, а також провести пікет пам'ятника Юрієві Долгорукому. Учасники ходи були, проте, розігнані і частково затримані міліцією.

#### Міжнародні наслідки
У ході несанкціонованої гей-акції було побито декілька іноземців: депутат Бундестагу Фолькер Бек, представник французької партії зелених Пьєр Сарн і австрійський активіст Курт Кріклер.
1 червня 2006 ріка зовнішньополітичне відомство Німеччини зайнялося розслідуванням побиття російськими націоналістами депутата бундестагу Фолькера Бека під час проведення забороненої гей-акції. Німецький уряд дав зрозуміти, що застосування насильства до Бека може мати політичні наслідки для Росії.
Віце-голова фракції ХДС/ХСС Андреас Шокенхофф докорив Беку за те, що «своєю участю в демонстрації він порушив правила гри в Росії». Наступного дня канцлер Ангела Меркель (ХДС/ХСС) виступила з офіційною заявою, висловивши співчуття з приводу нападу на Бека. Меркель підкреслила, що «пан Шокенхофф також жалкує за своїм висловлюванням і неодмінно вибачиться».
Посольство Росії в Берліні пікетували представники сексуальних меншин Німеччини, звинувачуючи російську владу в порушенні прав людини.

### Гей-парад-2007
27 травня 2007 ріка була зроблена ще одна спроба провести парад в Москві біля будівлі уряду Москви. Вона була присічена міліцією, ОМОН і православно-націоналістичними організаціями.
У акції взяли участь німецький парламентар Фолькер Бек, депутати Європарламенту від Транснаціональної радикальної партії Мазко Капатто і Партії комуністичного відродження Володимир Луксурія (що є трансексуалом), британський активіст Пітер Тетчел. Депутата Європарламенту Марко Капатто штовхали ногами. Він був заарештований, коли намагався звернутися до міліції за захистом. Пітер Тетчел і Микола Алєксєєв також були заарештовані. Пітер Тетчел і Фолькен Бек отримали удари по обличчю. Згодом Пітер Тетчел заявив: «Поліція знаходилася неподалік, але нічого не робила. Врешті-решт вони наблизилися. Я був заарештований, тоді як що напали на мене відпущені на свободу»". Він стверджує, що міліція знущалася з нього, перш ніж він був відправлений до лікарні.
Статті з висвітленням подій вийшли в найбільших західних ЗМІ: «The Guardian», «International Herald Tribune», «Washington Post», «Reuters», «The Sydney Morning Herald»
Мер Лондона Кен Лівінгстон і мер Парижа Бертран Деланое виразили протест у зв'язку з нападом на учасників акції. Мер Риму Вальтер Вельтроні висловив співчуття з приводу того, що сталося. З різкою критикою у зв'язку з нападом на італійських депутатів виступили політики Італії (зокрема, колишні міністри в уряді Сільвіо Берлусконі Рокко Буттільоне і Стефанія Престиджакомо, міністр зовнішньої торгівлі Італії Емма Боніно, міністр закордонних справ Італії Массімо Д'Алема). Лідер великої партії лівоцентристської урядової коаліції «Ліві демократи» П'єро Фассіно оцінив епізод як «неприйнятний прояв гомофобії». 15 червня 2007 ріка міська рада Лондона одноголосно прийняла постанову, засуджуючу заборону гей-параду в Москві.

### Гей-парад-2008
1 червня 2008, у день чергового заявленого ходу, націоналісти і віряни зібралися на Тверській вулиці, щоб виразити свій протест. Проте гей-активісти несподівано з'явилися зовсім у іншому місці: близько 40 чоловік пройшли ходою від пам'ятника Чайковському по усій Великій Нікітській вулиці. В той же час на Тверській з вікон одного з житлових будинків, навпроти мерії, був вивішений великий плакат: «Права геям і лесбійкам! Гомофобію мера Лужкова — під суд». Ніхто з гей-активістів затриманий не був.

### Гей-парад-2009
16 травня 2009 ріку було проведено правозахисний захід «Слов'янський гей-прайд» у Москві в день фіналу конкурсу «Євробачення». Захід, який проводився у формі пікету, був розігнаний міліцією.

### Гей-парад-2010
29 травня 2010 ріку було проведено відразу два заходи, спрямованих на захист прав сексуальних меншин.
На Старому Арбаті пройшов Марш рівності організований оргкомітетом, в який увійшли рух Ліва Соціалістична Дія, Російська секція Комітету за робочий інтернаціонал, анархісти, феміністки і робоча група з прав ЛГБТ Московського міського відділення об'єднаного демократичного руху «Солідарність». У акції взяло участь близько 30 чоловік. Основними гаслами акції були
«Геї за рівні права без компромісів!», «Наживі — бій! Гомофобію — геть!», «ЛГБТ не до карнавалу, нам потрібні рівні права», «Привілеї потрібні чиновникам, нам — рівні права», «Загроза дитинству — дискримінація молодих мам», «Ми — звичайні батьки, а не розтлителі».
Цього ж дня відбувся п'ятий ювілейний гей-прайд, в якому взяли участь близько 50 чоловік. Активісти ЛГБТ руху пронесли по вулиці великий веселковий прапор.

### Вердикт Європейського суду з прав людини

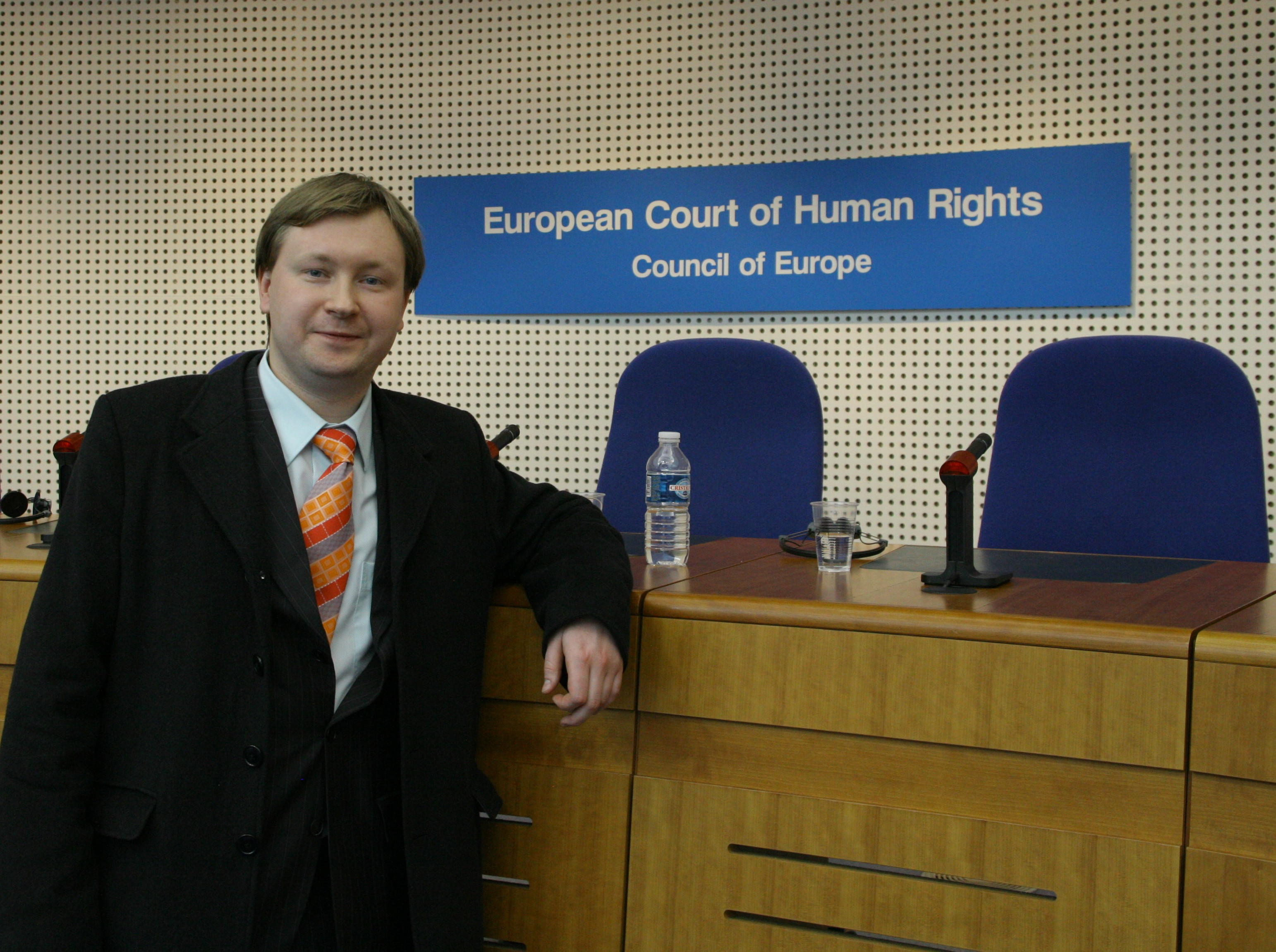
Микола Алєксєєв в Європейському Суді з прав людини 25 лютого 2010 року

Кожного разу після відмови московської влади в узгодженні маніфестації гей-прайду гей-активісти опротестовували це рішення в судах, послідовно переходячи від нижчестоящих до вищестоящих, після чого скарги спрямовувалися на розгляд Європейського суду з прав людини. Офіційним заявником цих скарг був гей-активіст Микола Алєксєєв. 17 вересня 2009 року ЄСПЛ об'єднав скарги на заборону проведення в Москві гей-парадів в 2006, 2007 і 2008 роках в одне виробництво під грифом Alekseyev v Russia — «Алєксєєв проти Росії»(Скарги № 4916/07, 25924/08 і 14599/09). Скарги були передані Європейським судом з прав людини російському уряду, який був зобов'язаний відповісти на питання, задані йому Європейським судом.
Ця справа стосується заборони на проведення 163 публічних заходів, і в нім затверджується про порушення статей 11, 13 і 14 Європейської конвенції про захист прав людини. ЄСПЛ ухвалив рішення розглянути питання про прийнятність і суті цієї справи одночасно, а в підготовленому їм викладі фактів були особливо виділені гомофобні висловлювання, допущені посадовцями уряду Москви.
21 жовтня 2010 року ЄСПЛ визнав незаконними заборони гей-парадів в Москві. Інтереси заявника у справі представляв Д. Бартенєв, адвокат, що практикує в Санкт-Петербурзі. Інтереси російського уряду представляв Г. Матюшкін, Уповноважений Російської Федерації при Європейському Суді з прав людини. У вердикті Суду були приведені, зокрема, наступні обґрунтування.
Суд констатував, що розгін маніфестацій гей-прайда, що проводяться, є втручанням в здійснення свободи мирних зборів. Суд підкреслив, що демократія є єдиною політичною моделлю, передбаченою в Конвенції про захист прав людини і основних свобод. Відносно ознак «демократичного суспільства», Суд підкреслив особливу важливість плюралізму, терпимості і вільнодумства. У цьому контексті Суд стверджує, що:
«Попри те, що індивідуальні інтереси повинні іноді підкорятися інтересам групи, демократія не означає лише те, що погляди більшості завжди повинні переважати: необхідно досягти баланс, який забезпечує справедливе і належне відношення до меншин і уникає будь-якого зловживання домінуючим положенням».
Суд вказав, що держава є гарантом принципу плюралізму. Це зобов'язання держави «має особливу важливість для осіб, що дотримуються непопулярних поглядів або належать до меншин, оскільки вони більше схильні до переслідувань».
Суд підкреслив, що свобода зборів захищає демонстрацію, яка може дратувати або ображати осіб, що виступають проти ідей або цілей, які вона намагається просувати. Суд констатував, що учасникам має бути забезпечена можливість проводити демонстрацію без побоювань бути підданими фізичному насильству з боку своїх опонентів, а обов'язком держав, що підписали Конвенцію про захист прав людини і основних свобод, є вжиття належних заходів по забезпеченню мирного характеру законних демонстрацій.
З приводу заяв, що закликають до насильства і збуджують ворожнечу відносно учасників публічного заходу(таких, як заяву мусульманського муфтія з Нижнього Новгорода, який заявив, що гомосексуалів треба забивати до смерті каменями) Суд вказав, що «ці питання могли бути належним чином вирішені шляхом притягнення до відповідальності відповідних осіб». Проте, відмічає Суд, «не схоже, щоб влада в цій справі відреагувала на заклик священика до насильства яким-небудь іншим чином, окрім як шляхом заборони заходу, який він засудив. Використовуючи так відверто незаконні заклики як основу для заборони, влада по суті санкціонувала наміри осіб і організацій, які ясно і умисне збиралися зірвати мирну демонстрацію порушуючи закон і громадський порядок». Суд вказав, що:
«Якби будь-яка можливість напруги і роздратованого обміну думками між супротивними групами під час демонстрації була б причиною для її заборони, те суспільство втратило б можливість вислухати точки зору, що розрізняються, з будь-якого питання, яке ображає чутливість думки більшості». І «було б несумісним з фундаментальними цінностями Конвенції, якби умовою реалізації групою меншості прав, закріплених в Конвенції, було б її прийняття більшістю».
Суд також відмітив, що мер Москви неодноразово проявляв свою рішучість не допустити проведення гей-парадів і схожих заходів, оскільки вважав їх проведення недоречним. Уряд Москви у своїх зауваженнях також вказав, що такі заходи мають бути заборонені в принципі, оскільки, на думку чиновників мерії, «пропаганда гомосексуальності» несумісна з релігійними доктринами і моральними цінностями більшості, і може бути згубною для дітей і уразливих дорослих. Суд відмітив, що ці причини не відносяться до підстав для заборони або іншого обмеження публічного заходу в силу національного законодавства.
Суд нагадав, що гарантії Конвенції про захист прав людини і основних свобод застосовуються до усіх зборів, окрім тих, організатори і учасники яких висловлюють наміри здійснення насильницьких дій або яким-небудь іншим чином заперечують основи «демократичного суспільства». Суд вказав, що:
 «Будь-які заходи, пов'язані з втручанням у свободу зборів і вираження, окрім випадків заклику до насильства або відкидання демократичних принципів, — при цьому, такими, що шокують і неприйнятними б не здавалися владі окремі погляди або висловлювання — завдають збитку демократії і часто навіть небезпечні для неї».
Мер Москви вважав необхідним обмежити будь-яку згадку гомосексуальності сферою приватного життя і вигнати геїв і лесбійок з публічного життя, маючи на увазі те, що гомосексуальність є результатом свідомого і антисоціального вибору. На це затвердження Суд відповів:
«У розпорядженні Суду нема наукових доказів або соціологічних даних про те, що проста згадка гомосексуальності або відкриті публічні дебати про соціальний статус сексуальних меншин негативно позначаться на дітях або уразливих дорослих. Навпаки, тільки за допомогою неупередженого і публічного обговорення суспільство може вирішити такі складні питання, як ті, які були підняті в справжній справі. Таке обговорення, підкріплене науковими дослідженнями, сприятливо позначилося б на соціальній згуртованості, мало би гарантії, що почуті представники усіх поглядів, включаючи зацікавлених людей. Це також прояснило б деякі спірні моменти, такі, як, чи може людина виховуватися або залучатися до гомосексуальності або з неї, або вибирати або відкидати її добровільно. Саме таке обговорення намагався почати заявник в справжній справі, і його не можна замінити ніякими спонтанно висловленими, обмеженими поглядами чиновників, яких вони вважають популістськими. В таких обставинах Суд може лише зробити висновок, що рішення влади про заборону даних заходів не були засновані на прийнятній оцінці усіх фактів, що мають значення».
У результаті розгляду справи Суд зробив висновок, що рішення влади про заборону гей-прайдів не відповідали насущній соціальній потребі і не були потрібні в демократичному суспільстві. Суд встановив, що головною причиною заборони відносно цих заходів була незгода влади з демонстраціями, які вони вважали «пропагандою гомосексуальності». Суд, зокрема, відмітив, що не може ігнорувати жорсткі особисті переконання, висловлені публічно мером Москви, і безперечний зв'язок між цими заявами і забороною. У світлі цих висновків Суд вважає встановленим, що заявник піддався дискримінації на підставі його сексуальної орієнтації і сексуальної орієнтації інших учасників в запланованих заходах.
В результаті розгляду справи Європейським судом з прав людини було винесено ухвалу по суті: порушення статті 11(право на свободу зборів), 14(заборона дискримінації) і 13(право на ефективний засіб правового захисту) Конвенції про захист прав людини і основних свобод. Загальна сума компенсації, що підлягає виплаті заявникові складає 29 тисяч євро.
21 січня 2011 року представники Росії в Європейському суді з прав людини оскаржили вказане рішення у Велику палату ЄСПЛ.
11 квітня 2011 року ЄСПЛ остаточно визнав незаконною заборону гей-парадів в Москві і залишив вище озвучений вердикт в силі.

### Гей-парад-2011
17 травня 2011 ріку Московська влада знову відмовила російській гей-спільноті в узгодженні публічної акції на Болотній площі 28 травня.

#### Розгін гей-параду
28 травня 2011 ріку гей-активісти зробили спробу провести парад у двох місцях: на Манежній і на Тверській площах. За повідомленнями ЗМІ, у цих місцях зібралося близько 350 осіб, у тому числі 230 журналістів.. Одночасно зібралися активісти Союзу православних хоругвоносців. Деякі з них тримали в руках гомофобні плакати і скандували гасла, що закликають до нападів на учасників акції.. Глава Союзу хоругвоносців Л. Д. Симонович-Нікшич публічно розірвав портрет відкритого гея Елтона Джона. Серед присутніх були помічені також і активісти «Всеросійського народного ополчення імені Мініна і Пожарського».
Проведення прайду було придушене ОМОНом. Понад 60 осіб було затримано. За повідомленнями ЗМІ, багато націоналістів допомагали ОМОНу проводити затримання як добровольці. Серед затриманих виявилося троє іноземних громадян, відомих гей-активістів: американці Ден Чой і Енді Тейєр, а також француз Луї-Жорж Тен — ініціатор Міжнародного дня проти гомофобії. Ден Чой виступив із зверненням до держсекретаря США Гілларі Клінтон з вимогою засудити дії російської влади відносно представників сексуальних меншин.
Значний резонанс у ЗМІ викликали повідомлення про побиття журналістки «Нової газети» Олени Костюченко, якій завдав удару по голові один з православних активістів. Раніше у декількох виданнях було опубліковано її звернення до громадськості під заголовком «Чому я сьогодні йду на гей-парад». У зверненні обґрунтовувалися вимоги рівноправ'я геям і лесбійкам. Журналістку було госпіталізовано з підозрою на струс мозку, але в лікарні їй було поставлено діагноз баротравми.
У зв'язку з цим на одному з великих православних порталів «Православие и мир [Архівовано 24 жовтня 2010 у Wayback Machine.]» з'явилася публікація, що закликає «негайно і однозначно відмежуватися від будь-яких беззаконних, і, тим більше, насильницьких дій відносно гей-активістів». Автор стверджує: «Я залишаюся рішучим супротивником гей-парадів і просування гомосексуальної поведінки взагалі; і я повністю упевнений, що усім нам просто необхідно беззастережно відмежуватися від хуліганів, які б'ють людей на вулицях. Особливо огидно, коли чоловік наносить побої жінці».
Глава синодального Відділу зі взаємовідносин Церкви і суспільства протоієрей Всеволод Чаплін в інтерв'ю агентству «Інтерфакс» висловив співчуття з приводу побиття, що сталося. Проте, на його думку, протест православних вірян проти проведення гей-прайда «в основному був цілком мирним». Він висловив вдячність владі і поліції за те, що вони «дуже коректно запобігли акції пропагандистів гомосексуальності», і виразив надію, що і надалі влада в подібних випадках «прислухатиметься до голосу власного народу, більшість якого однозначно не приймають пропаганду гомосексуальності, а не до зовнішнього тиску, який був і перед акцією, і триває зараз».

#### Міжнародна реакція
Державний департамент США виразив «заклопотаність тим, що мирна демонстрація росіян, що відстоюють права геїв і лесбійок, до якої приєдналися прибічники з інших країн, була силою розігнана їхніми супротивниками, і що російські сили правопорядку затримали людей з обох груп».
МЗС Франції нагадало про необхідність дотримуватися свободи слова і мирних зборів. «Франція нагадує про своє засудження порушень прав людини і основних свобод, заснованих на сексуальній орієнтації і гендерній ідентичності, в якій би країні вони не відбувалися», — говориться в комюніке МЗС Франції.
Генеральний секретар Ради Європи Турбйорн Ягланд висловила жаль за зіткненнями «між активістами гей-руху і націоналістичними екстремістами», а також про те, що «поліція була не в змозі ці зіткнення запобігти». «Право на свободу висловлювання думок і мирні збори, закріплене в статті 11 Європейській конвенції про права людини, належить усім без якої-небудь дискримінації, і правоохоронні органи зобов'язані захищати мирних демонстрантів». «Європейський суд з прав людини ухвалив, що гей-паради дозволяються. І тому я закликаю усі зацікавлені сторони в Росії до участі у відповідальному і конструктивному діалозі про свободу зборів і об'єднань з тим, щоб це право і громадська безпека забезпечувалися повною мірою», — сказав він.
Європейський парламент ухвалив резолюцію, що закликає Євросоюз «жорстко прив'язати» вибудовування партнерських стосунків з Росією до проблеми дотримання прав людини. Особливу заклопотаність євродепутатів викликають в числі найбільш гострих проблем права секс-меншин в Росії, включаючи заборону ходи гей-прайду в Москві шостий рік поспіль.

#### Скарга в ЄСПЛ
2 травня 2012 ріку Микола Алєксєєв від свого імені і від імені своєї матері Ірини Алєксєєвої подав скаргу в ЄСПЛ з приводу заборони московською владою гей-параду у 2011 році.

### Гей-парад-2012
14 травня 2012 ріку у столичну мерію була подана заявка про проведення акції гей-прайду, запланованого на 27 травня. Відмітною особливістю цієї заявки стало те, що в ній прямо вказано про готовність організаторів змінити місце і час проведення акції на будь-яке, що буде запропоновано столичним урядом. Влада Москви відмовила в узгодженні проведення заходу, мотивуючи це тим, що «ця акція викликає негативну реакцію суспільства і є провокацією, що завдає моральної шкоди». Організатори акції заявили, що оскаржать відмову московської влади на проведення заходу у Тверському суді Москви. Вони підтвердили намір провести акцію 27 травня у центрі Москви у будь-якому випадку.
4-5 липня 2012 ріку з'явилися повідомлення про те, що в Санкт-Петербурзі офіційно була погоджена публічна акція на захист прав ЛГБТ, яку ЗМІ називають «першим у Росії дозволеним гей-парадом» чи «першим в Росії гей-прайдом». У документі, копію якого пред'явив організатор акції Юрій Гавриков агентству «РИА Новости», говориться: «Мета проведення: привертання уваги суспільства і влади до порушень громадянських прав відносно лесбійок, геїв, бісексуалів і трансгендерів, необхідності законодавчого закріплення заборони на дискримінацію за ознакою сексуальної орієнтації».

## Думки

### Протиріччя усередині російської ЛГБТ-спільноти
Відношення усередині російської ЛГБТ-спільноти до ідеї проведення гей-прайду неоднозначне. Відколи стали робитися спроби проведення гей-прайду, російська ЛГБТ-спільнота виявилося розколотою на два табори — супротивників і прибічником цієї акції в Росії. Супротивники акції вважають, що суспільство Росії ще «не дозріло» для відтворення зарубіжного досвіду. Так, проти гей-прайда в Москві влітку 2006 року висловилися вісім ЛГБТ-організацій Росії. У спеціальному зверненні вони назвали парад «провокацією». За ці дії вони були піддані жорсткій критиці з боку іншої частини гей-спільноти. Суперечки на ці теми в російській ЛГБТ-спільноті практично не припиняються.
Опонентом ініціативи проекту GayRussia.Ru проводити гей-прайди в Росії традиційно розглядається Російська ЛГБТ-мережа. У квітні 2010 року її керівник Ігор Кочетков озвучив її позицію в інтерв'ю виданню «Газета». Він відмітив, що відносно необхідності видимості і відкритості «у „Російської ЛГБТ-мережі“ з „GayRussia.Ru“ ніяких розбіжностей немає». Проте, на його думку, організатори гей-прайду «не роз'яснили до кінця мети заходу», і «в засобах масової інформації тут же були представлені і розпіарені картинки з європейських і американських карнавалів, і, власне, організаторів гей-парадів звинуватили в тому, що вони хочуть зробити те ж саме». Принципові розбіжності були висловлені таким чином: «Коли ж наші маніфестації призводять до того, що суспільство ділиться на прибічників і супротивників, то це відводить нас від тієї мети, яка стоїть перед ЛГБТ-активістами, відводить нас від мети бути зрозумілими». Проте, при цьому керівник Російської ЛГБТ-мережі підкреслив: «Я думаю, що якщо хтось хоче проводити прайди саме в такій формі, у формі ходи на захист прав людини, проти дискримінації за ознакою сексуальної орієнтації, гендерної ідентичності, то вони, безумовно, мають на це право. А держава зобов'язана захищати подібного роду ходу і акції, як і будь-які інші, скажімо, мирні вуличні акції — це записано в конституції».
30 травня 2011 ріку, після подій розгону маніфестації гей-прайду, Російська ЛГБТ-мережа виступила із заявою, осуджуючою насильство по відношенню до учасників маніфестації. У заяві було висловлено засудження порушення прав маніфестантів, а також бездіяльності влади у зв'язку із закликами до насильства з боку «офіційних представників Російської православної церкви, інших релігійних і громадських організацій і окремих осіб». Була озвучена проблема насильства по відношенню до ЛГБТ в суспільстві в цілому. Відмічено, що: «Відкрите обговорення в суспільстві проблем ЛГБТ-спільноти неминуче призводить до зіткнення протилежних, а частенько і ворожих, думок. Держава не повинна ставати на сторону тих, хто прагне за всяку ціну знищити або змусити замовкнути опонентів. Відповідальна державна влада зобов'язана бути посередником в громадських дискусіях, забезпечуючи усім рівне право на висловлювання своєї точки зору і сприяючи перетворенню протистояння на цивілізований діалог».

### Критика
Заперечення проти проведення гей-прайда в Росії висловили офіційні представники влади, ряд громадських і релігійних діячів.

#### Заперечення громадських діячів
З самого початку спроб проведення прайду і протягом усього часу аж до своєї відставки проти акцій рішуче виступав колишній мер Москви Юрій Лужков.
Голова комітету Ради Федерації з науки, культури, освіти, охорони здоров'я і екології Віктор Шудегов заявляв: «в даному випадку, московська влада поступила абсолютно правильно. Якщо такі відхилення є, то нехай люди з ними живуть, але не виставляють їх на загальний огляд».
Голова Комітету Ради Федерації у справах федерації і регіональної політики Рафгат Алтинбаєв висловлювався, що «природа народжує різних людей. Але не потрібно свої відхилення випинати. Для молодого, підростаючого покоління цей гей-парад нічого хорошого не дасть, оскільки треба прагнути до краси, до прекрасного, а не випинати свої відхилення».
«Гомосексуалістів ніхто не позбавляє права жити так, як вони хочуть, і з тим, з ким хочуть, тому не потрібно лізти в суспільство, пропагувати свій спосіб життя», — заявляв член комітету Держдуми по безпеці Олександр Хинштейн.
Багато хто з тих, хто дотримується традиційних поглядів на суспільну мораль, негативно відноситься до твердження про те, що гомосексуальна орієнтація є не відхиленням від норми, а лише природженою особливістю індивідуума, яку неможливо змінити. Вони вважають ходи і фестивалі сексуальних меншин спробою пропаганди і нав'язування суспільству чужого йому способу життя. Через  існування такої опозиції «прайд-паради», як правило, супроводжуються протестами у відповідь прибічників традиційного громадського устрою.
12 вересня 2006 ріку з'явилося висновок експертної групи, що вивчала питання про законність гей-парадів у Росії. У висновку було вказано, що «Гей-паради не мають ніякого відношення до захисту прав і свобод людини, не є формою протесту проти дискримінації, а є витонченим, цинічним засобом агресивної нав'язливої пропаганди гомосексуальності як нормального і престижного способу життя, пропаганди, здійснюваної у тому числі в комерційних цілях»; крім того, було вказано на неправомірність використання терміна «гомофобія» по відношенню до супротивників гей-парадів.
Організатор гей-прайду в Москві Микола Алєксєєв назвав ці заяви «піаром на ідеї гей-параду» докторів і експертів, «імена яких ніхто ніколи не чув». Микола Алєксєєв заявив:
«Якщо незлагоди з піаром докторам юридичних наук все-таки простимі, то незлагоди із законом явно немає. Остаточну точку у справі про законність проведення гей-парадів в Москві поставить суд, при необхідності Європейський суд з прав людини, і ось тоді ми дізнаємося істинну цінність експертних висновків, що прозвучали у вівторок в Москві. Думаю, що судові рішення буде не на користь псевдоюристів».
Після відставки мера Москви Юрія Лужкова позицію проти проведення гей-прайдів у Москві зайняв його наступник Сергій Собянін. Цю позицію він спочатку озвучив в інтерв'ю радіостанції «Эхо Москви» 16 лютого 2011 року. На питання «Коли дозволять гей-паради?» він відповів: «Так, у мене своє відношення до цього є. Москві це не треба абсолютно і я не прибічник цього».
Одним з численних представників органів держвлади, що вимагали не допустити проведення гей-прайду після рішення ЄСПЛ, у 2011 році, стала голова комісії Мосгордуми по охороні здоров'я і охороні громадського здоров'я Людмила Стебенкова. На її думку, рішення міської влади відмовити заявці гей-активістів, що послідкувало надалі, вписується і в рамки міжнародного права. «Згідно з визначенням Європейського суду, держава має право ухвалити рішення про відміну заходу, розціненого їм як що завдає шкоди громадському здоров'ю», — заявила депутат «Газеті. Ru».
Про своє різко негативне ставлення до гей-прайду і навіть у намірі взяти участь в його розгоні заявили представники ультранаціоналістичного Руського імперського руху і Союз десантників Росії. «Я відношуся до параду украй негативно, — сказав Голова центральної ради Союзу десантників Росії П. Поповскіх, — ми допоможемо прикордонникам закидати це „зборище“ тухлими яйцями. І цей наймінімальніший список дії».
Після рішення ЄСПЛ найбільш радикальні націоналісти заявили, що «участь в процесах євроінтеграції, що підноситься як тріумф російської дипломатії, несе окрім іншого загрозу суверенітету, національній безпеці і самобутності нашої країни», «своїм рішенням Європейський суд з прав людини в Страсбурзі спробував нав'язати Росії проведення так званих „гей-парадів“. Поза всяким сумнівом, подібний вердикт ставить під сумнів суверенітет нашої країни і по ідеї повинен послужити для Росії приводом для виходу з цієї організації».

#### Заперечення представників релігії

##### Протести у 2006 році
Проти московського гей-параду виступили основні релігійні організації Росії. Характерна заява, яку 14 лютого 2006 р. зробив верховний муфтій Центрального духовного управління мусульман(ЦДУМ) Росії Талгат Таджуддин у зв'язку з підготовкою, що планувалася, до проведення в Москві фестивалю і параду сексуальних меншин: «Представники секс-меншин можуть займатися, чим хочуть, тільки удома або де-небудь в затишному місці в темряві. Якщо вони все-таки вийдуть на вулицю, тоді їх слід тільки лупцювати. Усі нормальні люди це робитимуть»(цитується по статті у газеті «Коммерсант» від 15 лютого 2006). Слова обурення із цього приводу прозвучали в російській пресі. Деякі російські геї і правозахисники обурені, що після цих закликів до насильства муфтій залишився безкарним, а його слова не викликали в суспільстві належного резонансу.
Проти гей-параду виступили також консервативні юдеї і деякі протестантські конфесії. Зокрема, голова Російського об'єднаного союзу християн віри євангельської Сергій Ряховский заявив: «У разі, якщо заявлений гей-парад все-таки відбудеться в Москві, тисячі євангельських вірян будуть готові вийти на вулицю з протестом. Ми готові спільно з РПЦ, російськими юдеями і мусульманами подати заявку на проведення альтернативної демонстрації на захист моральності».

##### Протести після рішення ЄСПЛ
Заперечення і протести проти проведення гей-парадів звучали від представників релігії протягом всього часу, починаючи з 2006 року. Проте, найбільш гостру реакцію по цій темі викликав вердикт Європейського суду з прав людини, який визнав, що ЛГБТ-громадяни мають таке ж право на самовираження і свободу зборів, як і інші, а російська влада своїми заборонами порушує їхні права. Ряд офіційних представників РПЦ і окремі православні організації висловили свою незгоду з вердиктом. Деякі з таких прикладів викладені нижче.
Архієпископ Владивостоцький і Приморський Веніамін в різдвяній проповіді 2011 року закликав боротися з гей-парадами:
«Будемо ж мудрі, не припустимо в житті наших сімей, нашого суспільства, нашого Російського дому нічого нечистого і аморального: ні наркоманії, ні гей-парадів, ні ювенальної юстиції, ні содомського гріха. Нехай же цей Новий рік стане роком нашого глибокого покаяння, духовного очищення, загального перетворення, роком вигнання з нашої землі усіх ворогів і зрадників нашої улюбленої Вітчизни і Православ'я. Нам не потрібні для життя ніякі заокеанські ідеали, у Росії є своя ідея і свій ідеал — Христос. Тому хай згинуть масонські зірки з російського небозводу і над Святою Руссю знову засяє зірка Віфлеєму».
Глава Відділу зовнішніх церковний зв'язків Російської православної церкви митрополит Волоколамський Иларіон в інтерв'ю газеті «Вісті» 24 березня 2011 року заявив, що гей-паради, які проходять в Парижі і Берліні, порушують права вірян, які живуть в цих «колись християнських» містах. 5 квітня 2011 року у виступі перед делегацією Американо-ізраїльського комітету громадських стосунків від імені церкви він висловив співчуття з приводу «проведення у Святому Граді [Єрусалимі] „парадів гордості“ сексуальних меншин», які, на його думку, ігнорує почуття вірян. «Ми переконані, що тільки традиційна мораль може бути міцною опорою буття суспільства і стосунків між людьми» — констатував він..
13 квітня 2011 року в Москві відбулося засідання Міжрелігійної ради Росії, яка виступила з «Заявою у зв'язку із задоволенням Європейським судом з прав людини скарги на заборону параду „сексуальних меншин“ в Москві».
У документі говориться: «Віряни традиційних релігій Росії з прикрістю дізналися, що 21 жовтня 2010 року Європейський суд з прав людини задовольнив звернення представників „сексуальних меншин“, визнавши заборону на проведення їх демонстрації в Москві порушенням міжнародних зобов'язань нашої країни». Автори документу виступили «на захист прав тієї абсолютної більшості, яка вважає гомосексуальність гріхом або вадою і не бажає, щоб людям нав'язували протилежну точку зору через публічні акції, ЗМІ, освіту, „правові“ або політичні рішення». Учасники Міжрелігійної ради призвали державні органи і громадські організації «почати пошук такого правового режиму стосунків з Радою Європи, яка виключатиме виконання Росією рішень цієї організації, якщо вони зазіхають на совість і ображають моральні почуття більшості наших співгромадян».
Глава синодного Відділу зі взаємовідносин Церкви і суспільства протоієрей Всеволод Чаплін 27 квітня 2011 року в інтерв'ю порталу «Інтерфакс-релігія» виразив надію, що керівництво Москви не дозволить гомосексуалам провести гей-парад. Він висловив думку, що, якщо для відміни гей-прайдів «треба змінити міжнародно-правові норми, значить, треба їх міняти». На думку представника РПЦ, питання проведення гей-параду в Москві — «тест на самостійність і спроможність російської політики».
Відомий православний місіонер ігумен Сергій(Рибко), настоятель храму Зішестя Святаго Духу на апостолів на Лазаревському кладовищі, 3 травня 2011 року в інтерв'ю Порталу НКО з приводу можливості проведення гей-прайду сказав:
«Посилатися на інші країни, де подібні заходи дозволені, — дурість. Он папуаси в Амазонці голі ходять. А чого у нас голими не ходять? Нехай теж так ходять: в ніс кільце — і пішли. У нас своя культура, свій менталітет, цивілізація, яка ці речі не приймає. Я благословляю усіх, хто захоче вийти розганяти цей парад, і готовий відповісти за це перед законом».
Координатор Союзу православних хоругвоносців Юрій Агещев 5 травня 2011 року в інтерв'ю виданню «Газета» заявив, що члени його організації мають намір вийти під час проведення гей-параду для його розгону і повідомив, що подібний досвід у них вже був у минулому.
Глава синодального Інформаційного відділу Володимир Легойда 5 травня 2011 року в прямому ефірі радіостанції «Комсомольська правда» назвав гей-парад «пропагандою способу життя секс-меншин» і виразив надію, що московська влада, як і раніше, не дозволить його провести.
Глава синодного Відділу зі взаємовідносин Церкви і суспільства протоієрей Всеволод Чаплін виступив в Москві на мітингу проти проведення гей-прайду і закликав росіян заявити світу про неприпустимість «пропаганди збочень». З приводу відмови московської влади гей-активістам, що відбулася на той момент, в узгодженні їх акції, він заявив, що «ми перемогли тих, хто намагався на цій площі влаштувати усупереч волі народу хід людей, що пропагують гомосексуальність».

### Підтримка

#### Підтримка в Росії
Великий резонанс в пресі викликала заява губернатора Кіровській області Микити Білих, висловлене в ефірі радіостанції «Ехо Москви» 23 березня 2009 року. На питання про можливість проведення гей-прайда він відповів: «В принципі, звичайно, можна». Далі щодо незгоди з цим представників релігії він продовжив:
 «Я дуже толерантна людина, я можу порадити священнослужителям не брати участь в цьому заході. Ну як ще? У нас дуже таке дивне суспільство. Ми нетерпимі до сексуальних меншин і осіб кавказької національності, але прощаємо і навіть заохочуємо алкоголіків, дармоїдів і ще когось, вважаючи, що це ніби як нормально. Я вважаю, що тут дійсно у кожного права. Вони прописані в Конституції. І ти або дотримуєшся Конституції, або ти її приймаєш, що і визначає тебе як громадянина цієї країни, чи ні. От і все, тут якихось розбіжностей бути не може».
Іншим політичним діячем, що прямо висловився на підтримку проведення гей-прайда в Росії, став член партії «Яблуко», колишній депутат Державної Думи Російської Федерації 1-3 скликань Олексій Мельников. Свою позицію він висловив в публікації на сайті радіостанції «Ехо Москви» 18 січня 2010 року, заявивши, що в Росії мають бути дозволені не лише гей-паради, але і одностатеві шлюби і усиновлення дітей одностатевими сім'ями.
Незгода із заявою мера Москви Сергія Собяніна про те, що Москві гей-прайди не потрібні, виразили старі російські правозахисники Людмила Алєксєєва і Лев Пономарьов в інтерв'ю агентству «Інтерфакс» 17 лютого 2011 року.
Глава Московської Гельсінської групи Людмила Алєксєєва заявила:
 «Я не знаю, за що влада Москви не любить представників сексуальних меншин, чому вони їх бояться, і забороняють гей-паради. Що означає — Москві це не треба? Є Конституція, міжнародні зобов'язання Росії, їх треба дотримуватися».
 Лідер руху «За права людини» Лев Пономарьов повідомив, що його насторожила заява мера Москви про неприпустимість гей-парадів в столиці: 
«Це свідчить про те, що проводитиметься лінія на пригнічення масових акцій. Якщо можна якусь групу громадян пригнічувати, то пригнічуватимуть і будь-яку іншу групу. Проводити мирні мітинги і ходи — конституційне право громадян».
Людмила Алєксєєва також, спільно з керівником Російського відділення правозахисної організації «Міжнародна амністія» Сергієм Нікітіним, піддала критиці мерію Москви після офіційної заборони маніфестації прайду в травні 2011.
Представник уряду Російської Федерації в Конституційному, Верховному і Вищому арбітражному судах Михайло Барщевський в інтерв'ю радіо «Ехо Москви» 26 квітня 2011 року з приводу проведення гей-прайда сказав: «не бачу підстав забороняти ні юридичних, ні з точки зору прав людини». При цьому свою особисту позицію він охарактеризував: «відносно гей-парадів я 50 на 50».

Віце-спікер Державної Думи, лідер партії ЛДПР Володимир Жириновський в інтерв'ю Російській службі новин 17 травня 2011 піддав різкій критиці рішення московської влади про заборону маніфестації гей-прайда : 
 «Ніде у світі проблем немає! Створили проблему на рівному місці. За конституцією усі мають право проводити будь-які акції. Влада розписується у своїй слабкості і більшовизмі. У нас же пролетарська влада. Хоч відьма, хоч сатана збереться! Є конституція! Свобода для усіх громадян Російської Федерації!».
Лідер петербурзького відділу партії «Яблуко» Максим Рєзнік 1 квітня 2011 року узяв участь в політичних дебатах, де одна з двох тим була присвячена правам гомосексуалів. У виступі він заявив, що «для партії „Яблуко“ пріоритетом є захист прав громадян, і у тому числі геїв». Під час дискусії він розповів в чому, на його думку, полягає різниця між гей-прайдом і «Російським маршем»: перші — геї і лесбійки — виходять на вулицю, щоб захистити свої власні права і інтереси, а другі — націоналісти, — щоб лінчувати усіх чужинців.
Перший віце-президент Центру моделювання стратегічного розвитку, політолог Григорій Трофимчук в інтерв'ю інформаційному агентству «REX» 27 квітня 2011 року висловив думку, що Росія є «звичайною ліберально-демократичною країною, такою ж, як, наприклад, Франція або США», і в ній неминуче з'являться усі атрибути ліберально-демократичних країн, включаючи гей-прайди, і що «не потрібно цього боятися».

Кандидат біологічних наук, професор Інституту біологічних наук і кафедри екології і еволюційної біології університету Мічигану США Олексій Кондрашов, відповідаючи на питання читачів великого православного сайту «Православие и мир» у рубриці «Полеміка» заявив, що РПЦ порушує права гомосексуалів, підтримуючи заборони маніфестації гей-прайдів. При цьому вчений згоден, що у церкви є право заявляти свої погляди про гомосексуальність, але не обмежувати громадянські права гомосексуалів : 
 «Вираження поглядів РПЦ не порушують права гомосексуалів, а ось підтримувані РПЦ заборони гей-парадів, що ставлять Москву поза сучасною Європою, — порушують».
Постійну підтримку проекту GayRussia.Ru, включаючи ініціативу проведення гей-прайду, робить письменниця, драматург і активна учасниця феміністського руху Марія Арбатова.

#### Підтримка за кордоном
Події навколо спроб проведення гей-прайдів у Росії викликали великий резонанс в пресі за кордоном. Упродовж усіх років з 2006 року протести проти заборон акції і нападів на гей-активістів виразили різні політики і правозахисні організації за кордоном. Апогеєм цієї історії став висновок Європейського суду з прав людини про неправомірність заборон акцій. У числі останніх виступів за кордоном(на травень 2011 року) можна назвати наступні.
У щорічній доповіді МЗС Великої Британії «Права людини і демократія 2010» Росія увійшла до числа країн, де ситуація з правами людини «викликає найбільшу занепокоєність»(спільно з Білоруссю, Колумбією, Кубою, 7 африканськими і 15 азіатськими державами, включаючи Туркменістаном та Узбекистан). У доповіді підкреслено, що заборони проведення гей-прайдів є порушенням права на свободу зборів, а також представляють з себе практику протизаконної дискримінації на основі сексуальної орієнтації. Велика Британія, вказується і доповіді, є єдиною країною — членом Євросоюзу, у якої формалізований процес консультацій з Росією по проблематиці прав людини, на яких, як повідомляється, також піднімалися і питання дотримання прав сексуальних меншин.
Доповідь Державного департаменту США про дотримання прав людини в Росії, опублікований на офіційному сайті американського зовнішньополітичного відомства 8 квітня 2011 року, містить цілу главу, присвячену «образам, дискримінації і актам насильства на основі сексуальної орієнтації і гендерної ідентичності». В главі перераховані основні факти дискримінації ЛГБТ-громадян у Росії, де немало уваги приділяється розповідям про спроби проведення гей-прайдів у Росії.
Після чергової відмови гей-активістам в проведенні акції прайду в 2011 році правозахисна організація «Amnesty International» виступила із закликом до влади Москви відмінити заборону. Директор регіональної програми «Amnesty International» по Європі і Центральній Азії Нікола Дакворт заявила:
 «Московська мерія повинна відмінити своє рішення про заборону на проведення цього року московського гей-параду. Так звані побоювання за суспільну мораль не можуть служити виправданням для обмеження свободи самовираження лесбійок, геїв, бісексуальності і транссексуалів. У такій ситуації правильним було б не здаватися перед подібними вимогами, а забезпечити людям, що бажають законно реалізувати свої права, можливість зробити це гідно і у безпечній обстановці».
З аналогічною заявою виступила американська правозахисна організація «Human Rights First».
У червні 2012 року Комітет міністрів Ради Європи на рівні заступників міністрів закордонних справ засудила невиконання Росією постанови ЄСПЛ у справі «Алєксєєв проти Росії», виражаючи заклопотаність тим, що «з моменту винесення постанови суду заявник не мав можливості організувати ходи гей-прайдів в Москві».